# فيونا ألساندري
فيونا ألساندري (بالإنجليزية: Fiona Alessandri)‏ (5 نوفمبر 1967 – ) هي سبّاحة، من أستراليا، مثّلت بلادها في الألعاب الأولمبية الصيفية 1988.

## وصلات خارجية
- فيونا ألساندري على موقع الاتحاد الدولي للسباحة (الإنجليزية)
- فيونا ألساندري على موقع SwimRankings.net (الإنجليزية)
- فيونا ألساندري على موقع أوليمبيديا (الإنجليزية)
- فيونا ألساندري على موقع اللجنة الأولمبية الأسترالية (الإنجليزية)
- فيونا ألساندري على موقع اتحاد ألعاب الكومنولث (مؤرشف) (الإنجليزية)